# Зіткнення на ізраїльсько-ліванському кордоні (8 жовтня — 23 листопада 2023)
Це хронологія конфлікту між Ізраїлем та Хезболлою охоплює період з 8 жовтня 2023 року, коли Хезболла завдала ракетних ударів по Ізраїлю у відповідь на атаку ХАМАСу 7 жовтня, до початку першого перемир'я між Ізраїлем і ХАМАСом, яке тривало з 24 листопада 2023 року по 30 листопада 2023 року.

## Жовтень

### 8 жовтня
- Вранці Хезболла обстріляла ракетами і снарядами район Мазарія-Шебаа; у відповідь Армія оборони Ізраїлю (ЦАХАЛ) обстріляла південний Ліван артилерійськими снарядами і застосувала безпілотників[1][2][3] . За повідомленнями, двоє ліванських дітей отримали поранення від розбитого скла[4].

### 9 жовтня
- Ізраїль завдав серії авіаударів по Південному Лівану в районі міст Марвахін, Айта аш-Шаб[5] і Дайра в районі Бінт-Джбейль[6]. Атака відбулася після того, як численні палестинські бойовики проникли через ізраїльський кордон[7]. Армія оборони Ізраїлю вбила щонайменше двох нападників (ймовірно, палестинців)[6], третій повернувся до Лівану[8].
- Джерело угруповання «Хезболла» повідомило, що один з їхніх членів загинув під час відплати ЦАХАЛу. Хезболла заперечувала свою причетність до інциденту, а відповідальність за збройне проникнення взяли на себе комбатанти Палестинського ісламського джихаду. Пізніше «Хезболла» оголосила про загибель вночі ще двох бойовиків[9].
- У відповідь «Хезболла» випустила ракети і застосувала артилерію[10]. Під час зіткнень двоє ізраїльських солдатів і підполковник Алім Абдалла, заступник командира 300-ї бригади ЦАХАЛу, загинули від поранень, отриманих  на кордоні, ще троє отримали поранення[11].

### 10 жовтня
- Хезболла і ЦАХАЛ провели перестрілку, також Хезболла випустила залп ракет по Ізраїлю, а палестинські угруповання здійснили напад на сили безпеки[12] .
- Хезболла випустила протитанкову керовану ракету по ізраїльській військовій машині в районі Авіма, що викликало удар з повітря у відповідь[13].

### 11 жовтня
- Хезболла обстріляла протитанковими ракетами ізраїльську військову позицію та заявила, про жертви. У відповідь ЦАХАЛ обстріляв район, звідки був здійснений обстріл[14].
- Армія оборони Ізраїлю наказала жителям північного Ізраїлю шукати укриття після повідомлень про запуск безпілотників з південного Лівану[15].
- Для перехоплення підозрілого снаряда була запущена ракета Patriot, після чого ЦАХАЛ з'ясував, що об'єкт, про який йде мова, не був безпілотником[16].
- Попереджувальні сирени були активовані на півночі Ізраїлю після того, як з'явилися повідомлення про те, що до 20 порушників на парапланах проникли на ізраїльську територію з Лівану, перш ніж ЦАХАЛ повідомив що це була хибна тривога[17].

### 12 жовтня
- Міністерство оборони Ізраїлю повідомило, про одного загиблого і ще один отримав поранення в результаті протитанкової ракети, випущеної Хезболлою[18].
- Сирійська армія завдала мінометного удару по Голанських висотах після авіаударів ЦАХАЛу по міжнародних аеропортах Алеппо і Дамаска[19].

### 13 жовтня
- Заступник голови «Хезболли» шейх Наїм Касем заявив: «коли настане час для будь-якої дії, ми її здійснимо», заявивши, що «Хезболла» готова і «зробить свій внесок» у протистояння проти Ізраїлю за власним планом»[20].
- Армія оборони Ізраїлю відкрила артилерійський вогонь по південному Лівану після вибуху, який завдав незначних пошкоджень ділянці ізраїльсько-ліванської прикордонної стіни біля кібуца Ханіта[21].
- Загинув ліванський відеожурналіст Reuters Іссам Абдалла, щонайменше шість інших журналістів Reuters, AFP та Al Jazeera отримали поранення[22]. Ліванська армія повідомила, що під час удару було поранено ще двох осіб[23].

### 14 жовтня
- ЦАХАЛ оприлюднив кадри атаки безпілотника, в результаті якої, за їхніми словами, було вбито трьох прониклих з Лівану поблизу Маргаліота, які були членами ХАМАСу[24]. Одного з загиблих «Хезболла» визнала своїм членом.
- У другій половині дня Хезболла випустила 50 мінометних мін і шість протитанкових ракет по п'яти ізраїльських аванпостах в районі Мазарія-Шебаа[23] .
- Подальші обстріли ЦАХАЛу вбили двох цивільних у селі Шебаа; відео- та фотодокази свідчать про використання фосфорних бомб[25].

### 15 жовтня
- Хезболла випустила п'ять протитанкових ракет у напрямку північного Ізраїлю, в результаті чого в Штулі загинув один мирний житель і ще троє отримали поранення[26][27].
- UNIFIL повідомили, що їхня штаб-квартира в Ен-Накура на півдні Лівану зазнала ракетного обстрілу, про жертви не повідомляється[28].
- Лейтенант Амітай Гранот, командир 75-го батальйону Голанської бригади ЦАХАЛу і син рабина Таміра Гранота, загинув під час ракетного обстрілу прикордонного з Ліваном посту ЦАХАЛу[29][30].

### 16 жовтня
- ЦАХАЛ оголосив про евакуацію мешканців населених пунктів за два кілометри від ліванського кордону[29][30].
- У другій половині дня були обстріляні позиції ЦАХАЛу біля кордону, відповідальність за які взяла на себе «Хезболла»[31]. Армія оборони Ізраїлю відкрила артилерійський вогонь у відповідь. Хезболла заявила, що почала знищувати камери спостереження на кількох постах ізраїльської армії[32].
- Увечері протитанковими ракетами був обстріляний танк ЦАХАЛу, а в бік численних армійських позицій велися постріли з вогнепальної зброї. Армія оборони Ізраїлю атакувала джерела вогню артилерією. Повідомлень про жертви в обох перестрілках в цей день не надходило[33].
- Amnesty International повідомила, що ЦАХАЛ обстріляв Дайру снарядами з білим фосфором, в результаті чого було госпіталізовано дев'ять цивільних осіб і підпалено цивільні об'єкти[34]. Айя Маджзуб, заступник регіонального директора Amnesty International з питань Близького Сходу та Північної Африки, назвала атаку порушенням міжнародного права, яке має бути розслідуване як військовий злочин, і яке «серйозно загрожувало життю цивільних осіб, багато з яких були госпіталізовані і змушені були покинути свої домівки, а їхні будинки і автомобілі знищені»[35].

### 17 жовтня
- Ліванські державні ЗМІ повідомили, що Дайра та інші райони вздовж західної ділянки кордону зазнали «безперервного» обстрілу вночі»[36].
- Вранці повідомлялося, що багато людей страждають від симптомів задухи після того, як ЦАХАЛ нібито обстріляв село снарядами з білим фосфором[37]. Три людини отримали поранення після того, як протитанкова ракета з Лівану впала в ізраїльському місті Метула[38].
- Армія оборони Ізраїлю заявила, що вбила чотирьох потенційних порушників на ліванському кордоні, коли вони намагалися закласти бомби на прикордонній стіні[39]. Хезболла оголосила, що того дня було вбито п'ять її членів, але неясно, чи був хтось із них причетний до проникнення через кордон[40].

### 18 жовтня
- Після вибуху в арабській лікарні Аль-Ахлі пропалестинські протестувальники взяли участь у заворушеннях у містах Дбайє і Аукар. Деякі підприємства були розгромлені та підпалені[41].
- Хезболла оголосила про обстріл керованими ракетами казарм Ар-Рахеб, Рамія, Джал Аль-Алам, Заріт, а також Бахрі, розташованого навпроти Ен-Накура, пагорба Ат-Тахаят, Аль-Матла, Рувайсат Аль-Алам, Мазарія-Шебаа, пагорбів Кафр Шуба, Ат-Тахаят і Аль-Макія. У відповідь ЦАХАЛ обстріляв околиці міст Альма-аш-Шааб, Аль-Дахіра, Рамія, Аль-Марі, Кафр-Шуба, а також населені пункти Рмейш, Айтарун, Майс-аль-Джабаль і Хула. Після цього «Хезболла» оголосила, що в результаті нападів загинули троє її бойовиків[41].

### 19 жовтня
- Десятки ракет були випущені по північних ізраїльських містах Нагарія і Кір'ят-Шмона з півдня Лівану, в результаті чого було поранено щонайменше трьох мирних жителів. ХАМАС заявив, що відповідальність за напади несуть його осередки в Лівані. Ізраїль відповів авіаударами по позиціях «Хезболли»[42].
- Ліванська армія заявила, загибель одного журналіста, інший отримав поранення після того, як група з семи іранських журналістів була обстріляна з кулеметів з боку Ізраїлю, хоча іранські державні ЗМІ заперечили цю заяву і заявили, що всі журналісти «живі і здорові».[43][44].
- Миротворці UNIFIL повідомили, що одна людина загинула після того, як цивільні особи потрапили під перехресний вогонь на кордоні, де ліванська армія звернулася до UNIFIL з проханням про допомогу для деескалації ситуації. Ізраїлю було запропоновано припинити вогонь «для сприяння рятувальній операції»[45][44].

### 20 жовтня
- Опівдні ЦАХАЛ повідомив, що один з його літаків знищив трьох бойовиків Хезболли, які проникли через кордон на північ Ізраїлю[46].
- У другій половині дня з території Лівану було здійснено кілька ракетних обстрілів північного Ізраїлю, ЦАХАЛ у відповідь відкрив артилерійський вогонь по джерелах обстрілів. ЦАХАЛ повідомив, що загинув ізраїльсько-американський солдат запасу, ще троє отримали поранення[47].

### 21 жовтня
- Рано вранці з території Лівану було випущено кілька ракет у бік Мазарія-Шебаа; про постраждалих не повідомлялося.
- Армія оборони Ізраїлю завдала удару з безпілотника по групі бойовиків, які запустили ракети[48].
- Через деякий час протитанкові керовані ракети були випущені з Лівану в напрямку Маргаліота і Ханіти; двоє іноземних працівників були поранені. ЦАХАЛ завдав авіаударів по ракетних групах[49].
- Увечері ще одна протитанкова керована ракета була випущена з Лівану в бік Бар'ама. Один солдат ЦАХАЛу отримав важкі поранення, ще двоє отримали легкі поранення. ЦАХАЛ відповів кількома авіаударами на півдні Лівану, деякі з яких були спрямовані проти інших ракетних груп, що готували атаки[50].

### 22 жовтня
- ЦАХАЛ заявив, що протитанкова керована ракета була випущена з Лівану в бік Мазарія-Шебаа вранці. ЦАХАЛ у відповідь відкрив танковий вогонь і знищив ракетну команду[51].
- Вранці кілька мінометних пострілів було зроблено в бік Іфтах; про пошкодження або жертви не повідомлялося. Увечері протитанкова керована ракета була випущена в бік Араб аль-Арамше;  ЦАХАЛ у відповідь продовжив повітряні удари по групах запуску ракет. Загалом протягом дня було завдано ударів по семи групам[52].

### 23 жовтня
- Після дня ударів ЦАХАЛу по ракетним групам Хезболли, ввечері протитанкова керована ракета була випущена в бік Кір'ят-Шмони. Дві людини отримали поранення, пошкоджено будинок. ЦАХАЛ у відповідь продовжив повітряні удари по ракетних командах, а також удари по прикордонних постах «Хезболли»[53].

### 24 жовтня
- ЦАХАЛ заявив, що член Хезболли був убитий, коли намагався обстріляти Ізраїль з південного Лівану біля Бар'ама[54].
- ЦАХАЛ завдав авіаударів по двох сирійських військових позиціях на південному заході Сирії, що стало першою публічною атакою ЦАХАЛу на сирійських військових з початку війни між Ізраїлем і Газою[55].

### 25 жовтня
- Вранці ЦАХАЛ атакував групу бойовиків, які намагалися запустити протитанкові ракети з Лівану на територію Ізраїлю[56].
- Близько 16:00 в бік ізраїльської території було випущено чотири ракети, які впали на відкритій місцевості[57].
- Військові літаки ЦАХАЛу бомбардували околиці сіл Кафр-Кіла, Ярун і Дейр-Мімас[58].

### 26 жовтня
- ЦАХАЛ заявив, що ліквідував п'ять осередків Хезболли на півдні Лівану. Пізніше армія випустила два артилерійські снаряди з фосфорними бомбами по околицях Бліди та Айта-аш-Шаб.
- Фосфорні бомби спричинили пожежі в Айта-аш-Шабі, Дейр-Мімасі, Аальма-еш-Шаабі, Рмайху, Дхайрі, Шебаа, Яруні, Кфарчубі, Ен-Накура та Марвахіні. За повідомленнями, ЦАХАЛ не дозволив пожежникам дістатися до місця пожежі[59].

### 27 жовтня
- ЦАХАЛ атакував вогневі точки після того, як бойовики обстріляли пости ЦАХАЛу в селах Авівім і Місгав Ам[60].
- Колона ліванської армії потрапила під обстріл ізраїльських сил у прикордонному селі Айтарун, але про жертви не повідомляється[61].

### 28 жовтня
- Снаряд влучив у штаб-квартиру UNIFIL у Накурі. Через кілька годин два мінометні снаряди влучили в базу UNIFIL в Хулі, поранивши непальського миротворця[62].

### 29 жовтня
- За повідомленнями, бригади «Аль-Кассам» випустили 16 ракет по Кір'ят-Шмоні, влучивши в житловий будинок[63]. Сили Фаджр, військове крило Ісламського угруповання, взяли на себе відповідальність за ракетний обстріл міста[64].

### 30 жовтня
- Бойовики Ісламського джихаду спробували проникнути на позиції ЦАХАЛу на ліванському кордоні, в результаті чого двоє бойовиків загинули[65].

### 31 жовтня
- Amnesty International заявила, що вони виявили, що ЦАХАЛ «невибірково, а отже, незаконно, використовував боєприпаси з білим фосфором» під час атаки на Дайру, яка «має бути розслідувана як військовий злочин»[66].
- Хезболла здійснила чотири напади на позиції ЦАХАЛу на півночі Ізраїлю[67].

## Листопад

### 1 листопада
- Хезболла здійснила кілька обстрілів міста Іфта протитанковими керованими ракетами[68].

### 2 листопада
- Хезболла заявила, що атакувала 19 військових об'єктів ЦАХАЛу ракетами і артилерійськими снарядами, а також вперше з початку конфлікту застосувала безпілотні літальні апарати одностороннього ураження по позиціях ЦАХАЛу[69].
- Бригади «Аль-Кассама» обстріляли ракетами Кір'ят-Шмону[69].

### 3 листопада
- У своїй першій промові з початку війни в Газі лідер Хезболли Хасан Насралла заявив, що присутність американських військових кораблів у Середземному морі «не лякає нас»[70][71].

### 4 листопада
- Хезболла атакувала кілька постів ЦАХАЛу, в тому числі в Джаль аль-Алламі, двома ракетами «Буркан» наземного базування[72].

### 5 листопада
- Хезболла збила ізраїльський безпілотник Elbit Hermes 450 над Набатією[73], уламки якого впали на будинки в містах Забдін і Харуф[74].
- Один ізраїльський цивільний загинув, коли протитанкові ракети влучили в Іфтах[75].
- За повідомленнями, чотири людини отримали поранення в результаті ізраїльського обстрілу, в результаті якого постраждали дві машини швидкої допомоги[76].
- Пізніше ізраїльська авіація завдала удару по двох цивільних автомобілях у Лівані, які перевозили членів однієї сім'ї, що їхали між містами Айната і Айтарун, в результаті чого загинула одна жінка, троє її онучок у віці від 10 до 14 років, а її дочка отримала важкі поранення[77]. У відповідь «Хезболла» обстріляла Кір'ят-Шмону[78], в результаті чого загинув ізраїльський мирний житель[79].

### 6 листопада
- Бригади «Аль-Кассама» взяли на себе відповідальність за запуск 16 ракет з території Лівану по районах на південь від Хайфи[80].
- Ізраїль повідомив, що було випущено щонайменше 30 ракет, на які ЦАХАЛ відкрив вогонь у відповідь[81]. Хезболла і бригади Аль-Кассама також здійснили чотири транскордонні атаки на північ Ізраїлю[82].
- Заступник генерала Хезболли Наїм Кассем заявив, що угруповання може бути втягнуте в більш широкий конфлікт через ізраїльські атаки в Газі[83].

### 7 листопада
- Невідомі бойовики випустили 20 ракет з півдня Лівану в напрямку Голанських висот[84].

### 8 листопада
- Хезболла випустила протитанкову керовану ракету, яка поранила двох солдатів ЦАХАЛу біля Довева на півночі Ізраїлю[85].

### 9 листопада
- Хезболла та інші бойовики здійснили три транскордонні напади на північ Ізраїлю[86]. Вони також атакували Метулу, на що ЦАХАЛ відповів ракетними ударами[87].

### 10 листопада
- Хезболла випустила протитанкові ракети по посту ЦАХАЛу в Менарі, в результаті чого було поранено трьох солдатів. У відповідь ЦАХАЛ атакував джерела вогню[88].
- Хезболла здійснила три атаки безпілотників на північ Ізраїлю, націлені на позиції ЦАХАЛу і цивільних осіб[19]. Один безпілотник був перехоплений, а два інших приземлилися на ізраїльській території[89]. Під час зіткнень було вбито сім членів «Хезболли».
- ЦАХАЛ обстріляв лікарню Мейса Едж Джабаль, поранивши лікаря. Міністерство охорони здоров'я Лівану засудило напад, заявивши, що «ізраїльська влада несе повну відповідальність за цей невиправданий акт, який міг призвести до катастрофічних наслідків», і закликало провести розслідування[90].

### 11 листопада
- Безпілотник ЦАХАЛу атакував пікап на сільськогосподарських угіддях в районі Захрані за 45 кілометрів від ізраїльсько-ліванського кордону[91].
- Хезболла заявила, що здійснила два транскордонних напади на ізраїльські пости, які призвели до жертв[91].
- ЦАХАЛ відкрив вогонь по джерелах трьох атак безпілотників з Лівану[91].
- Рух «Амаль», союзник «Хезболли», повідомив, що в результаті ракетного обстрілу в селі Раб Ель-Талатіне загинув один боєць, ще двоє членів руху отримали поранення[92]. Це були перші втрати групи з моменту її приєднання до бойових дій[93].

### 12 листопада
- В результаті протитанкових ракетних і мінометних обстрілів «Хезболли» загинув співробітник Ізраїльської електричної корпорації, який проводив ремонтні роботи, і був поранений ще 21 ізраїльтянин, в тому числі сім солдатів ЦАХАЛу і шість колег загиблого[94][95].
- Хезболла також стверджувала, що під час окремої атаки вразила бульдозер ЦАХАЛу. Армія оборони Ізраїлю заявила, що завдала удару з безпілотника по осередку бойовиків, який намагався запустити протитанкові ракети поблизу Метули[96]. Під час подальших зіткнень також загинув один член «Хезболли»[23].
- Миротворець UNIFIL був поранений за невідомих обставин внаслідок обстрілу поблизу Аль-Кавзи[96][97].
- Бригади «Аль-Кассама» здійснили два окремих напади на ізраїльські міста на північ від Хайфи[19].

### 13 листопада
- Після удару Хезболли ЦАХАЛ відповів масованим обстрілом південного Лівану, в результаті якого, за повідомленнями, загинуло двоє цивільних[98].
- Невідомі бойовики випустили протитанкові керовані ракети, які поранили двох ізраїльтян поблизу Нетуа[19].
- Ізраїльська ракета впала поруч з журналістами в Яруні, про жертви не повідомляється[99]. Хезболла засудила напад, який стався під час публічної екскурсії журналістів містом[100]. Міністр закордонних справ Абдалла Бу Хабіб заявив, що уряд Лівану подав скаргу до Ради Безпеки ООН у відповідь на цей інцидент[101].

### 14 листопада
- Ракети з Лівану впали на відкриті території в ізраїльських містах Штула, Шомера і Заріт. Хезболла також випустила три протитанкові ракети по позиціях ЦАХАЛу[102][19].
- Винищувачі обстріляли позиції Хезболли на півдні Лівану, а танк ЦАХАЛу атакував загін, який намагався запустити протитанкові ракети в районі Іфта[102].

### 15 листопада
- Хезболла атакувала з ПТРК, яка влучила у групу солдатів ЦАХАЛу біля Біркат-Ріші[19].

### 16 листопада
- Хезболла здійснила вісім протитанкових ракетних пусків по ізраїльських військах та військовій інфраструктурі[19].
- У другій половині дня Хезболла атакувала численні населені пункти поблизу кордону і обстріляла військові збори в Штулі і Хадаб Яроні[103][104]. Армія оборони Ізраїлю (ЦАХАЛ) завдала потужних ударів на півдні Лівану, а ізраїльські військові літаки здійснили нальоти на об'єкти Хезболли[105].
- Хезболла оголосила, що того дня було вбито двох її членів[106].

### 17 листопада
- Хезболла обстріляла військові аванпости на півночі Ізраїлю, на що ЦАХАЛ відповів атаками на джерела вогню Хезболли.
- За даними сирійських опозиційних сил, ЦАХАЛ обстріляв пости «Хезболли» в Сирії[107].
- Хезболла використала квадрокоптер для атаки на сили ЦАХАЛу біля Метули[19].

### 18 листопада
- ЦАХАЛ завдав удару по алюмінієвому заводу в Набатії[108].
- Хезболла запустила безпілотник класу «земля-повітря» в ізраїльський Hermes 450[109], знищивши його, та випустила ракету «Буркан» по північному Ізраїлю[19].

### 19 листопада
- ЦАХАЛ виявив 10 мінометних снарядів, випущених у напрямку району Шломі на півночі Ізраїлю, які влучили у відкриту місцевість. Армія оборони Ізраїлю відповіла обстрілом цілей «Хезболли» з танків і винищувачів і влучила в один з осередків[110].

### 20 листопада
- База ЦАХАЛу в Біраніті зазнала значних пошкоджень в результаті обстрілу Хезболли ракетами «Буркан»[111].
- Винищувачі ЦАХАЛу завдали ударів по численних військових об'єктах Хезболли, а солдати ударили по осередку бойовиків поблизу Метули[112].
- Історично значуща церква Святого Георгія була сильно пошкоджена в Яруні після обстрілу з боку ЦАХАЛу.[113][114].
- Будинок депутата від Руху «Амаль» Кабалана Кабалана також зазнав ракетного обстрілу[115].

### 21 листопада
- В результаті авіаудару ЦАХАЛу в Кафр-Кілі загинула літня жінка, а її онучка була поранена[116].
- Також команда журналістів була обстріляна в результаті удару ЦАХАЛу поблизу Тайр-Харфи, в результаті чого загинули три людини, в тому числі двоє журналістів «Аль-Маядін», репортер і фотокореспондент, а також гід[117].
- Чотири члени «Бригад Аль-Кассам» були вбиті в результаті удару ЦАХАЛу по автомобілю біля Хайтії[118].
- Член «Хезболли» також був убитий під час окремого нападу в Аль-Хіамі[119].
- Невідомі бойовики запустили ударний безпілотник, націлений на сили ЦАХАЛу вздовж кордону[19].

### 22 листопада
- Система оповіщення спрацювала після того, як громади Нетуа, Заріт та Іфта були обстріляні ракетами з Лівану. У відповідь ЦАХАЛ обстріляв джерела вогню. Ізраїльські танки також обстріляли аванпост Хезболли на півдні Лівану[120].
- Хезболла здійснила два напади на Малікію[19]. Невідомі бойовики випустили ракети з території Сирії в бік окупованих Голанських висот[55].
- Хезболла заявила Аль-Джазірі, що «поважатиме» угоду про тимчасове припинення вогню між Ізраїлем і Хамасом[121].
- ЦАХАЛ завдав удару по селищу Бейт-Яхун, убивши п'ятьох членів Хезболли. Серед загиблих був Аббас Раад, син старшого лідера «Хезболли» і члена парламенту Мохаммада Раада[122][123].

### 23 листопада
- Під час одного з найбільших обстрілів Хезболли з початку бойових дій з території Лівану по Верхній Галілеї було випущено від 30 до 50 ракет, частина з яких була перехоплена[124].